# Skawinka Skawina
Terenowy Klub Sportowy „Skawinka” Skawina – piłkarski klub sportowy ze Skawiny, założony w 1922.
Pierwszym prezesem klubu był Stanisław Gawle.
W sezonie 2002/2003 drużyna piłkarska zajęła 13. miejsce w ówczesnej III lidze, gr. IV (ob. II liga).